# William Falconer
William Falconer (Edinburgh, 1732 - 1769) was een Schots dichter.
Falconer werd geboren in het arme gezin van een eenvoudige kapper, die nog twee andere kinderen had, die beide doofstom waren. William ging als jongeman naar zee.  Hij voer op een koopvaardijschip en leed schipbreuk voor de kust van Griekenland. Zijn ervaring op zee en de schipbreuk verwerkte hij in het in 1762 verschenen gedicht The Shipwreck. Het werk werd zeer populair en werd in bewerkte vorm opnieuw gepubliceerd in 1764 en 1769. Het werk trok ook de aandacht van de hertog van York, door wiens invloed hij kon gaan werken als purser op schepen van de Royal Navy.
Het schreef nog verscheidene gedichten en een aantal artikelen over de scheepvaart. In 1769 verscheen An Universal Dictionary of the Marine. In hetzelfde jaar maakte hij een reis op het fregat 'Aurora' dat verging nabij Kaap de Goede Hoop, waarbij alle opvarenden de dood vonden.